# Beep Media Player
Beep Media Player är en populär musikspelare för Unix-liknande system som GNU/Linux, baserad på föregångaren XMMS.
BMP utvecklades främst av två skäl: skaparna av XMMS prioriterade inte att överföra programmet till version 2 av GTK+ och de lät heller inte andra hjälpa till med arbetet med XMMS.
Utvecklingen av BMP avslutades förra året, för att ersättas av BMPx.
BMPx är nu helt fristående från den kod som från början härstammade från XMMS och använder GStreamer för uppspelning och kan därför spela allt som GStreamer kan spela.
En förgrening av BMP existerar också, denna kallas Audacious.